# 有田雅明
有田 雅明（ありた まさあき、1975年8月25日 - ）は、NHKのチーフアナウンサー。

## 人物
熊本県八代市出身。熊本県立八代高等学校を経て、立命館大学政策科学部を卒業後、1999年に入局。通算7か所の赴任地の内、のべ6か所が九州および沖縄地方。鹿児島放送局異動後放送部副部長を務め、3度目の福岡放送局では地域管理デスクを務めた。その後2024年8月に東京アナウンス室へ異動したが、2025年7月に福岡放送局（4度目）へ異動した。

## 現在の担当番組・業務
- 福岡県・九州沖縄のニュース（主にラジオニュースを中心に担当）
- はっけんラジオ（日替りアナウンサー、不定期）
- ラジオニュース（不定期・九州沖縄、R1・FM）の泊まり勤務担当
- ニュース645福岡（不定期）
- ニュース845福岡（不定期）
- デスク業務

## 過去の担当番組・業務
沖縄放送局時代（1999年度 - 2003年度）
- 沖縄県のニュース・中継・リポート
- うちにおいでよ!（キャスター）

福岡放送局時代（1度目）（2004年度 - 2008年7月）
- 情報ワイド福岡いちばん星（2004年4月 - 2007年3月） - サブキャスター
  - 番組放送期間中、唯一最初から最後まで担当した。
- 生中継 ふるさと一番!（2006年8月30日・31日・2007年1月8日・9日）中継お届け人
- まるごと福岡トクテレ（2007年度）進行役
- これこそ!わが町 元気魂（2008年1月2日）現地中継
- 福岡県・九州沖縄のニュース
- ニュース845福岡（不定期）

熊本放送局時代（2008年8月 - 2012年7月）
- クマロク!（キャスター：2009年4月 - 2012年7月）
- 熊本県のニュース・中継・リポート

東京アナウンス室時代（1度目）（2012年8月 - 2013年度）
- NHKニュースおはよう日本・関東甲信越（中継リポーター）
- 首都圏ネットワーク（リポーター）[3]
- NHKニュースおはよう日本（池田達郎のニュースリーダー代行）（2013年8月19日 - 8月23日）
- ニュース・気象情報（午前10時台・池田達郎のキャスター代行）（2013年8月19日 - 8月23日）
- NHKニュースおはよう日本（キャスター：4:30 - 6:25）（祝日を除く月曜 - 金曜）（2013年4月1日 - 2014年3月）
  - 「けさの知りたい!」コーナー担当：キャスターを担当しない週の金曜日 7:35頃）
- ニュース（午前9時）（『あさイチ』内）2013年4月1日 - 2014年3月）
  - 上記は糸井羊司、瀧川剛史と3週間交代のローテーション。
- ニュース・気象情報

福岡放送局時代（2度目）（2014年度 - 2016年6月）
- 特報フロンティア（2014年4月4日 - 2016年2月26日）
- 熱烈発信!福岡NOW（野村正育のキャスター代行、2014年8月11日 - 15日）
- ロクいち!福岡（井上二郎のキャスター代行、2015年8月17日 - 28日）
- 2016年4月の熊本地震発生直後、出身地でかつて勤務していた熊本放送局に応援で派遣され、災害情報を中心にローカルニュースを担当した。
- 福岡県・九州沖縄のニュース
- ニュース845福岡（不定期）
- おはよう九州沖縄（ラジオ、随時担当）

鹿児島放送局時代（2016年6月 - 2020年7月）
- 鹿児島県のニュース
- 放送部副部長（アナウンス統括）
- 情報WAVEかごしま（編責）
- ひるまえクルーズかごしま（編責）
- はっけんTV鹿児島（編責）

福岡放送局時代（3度目）（2020年8月 - 2024年7月）
- 地域管理デスク業務[2]
- 福岡県・九州沖縄のニュース（主にラジオニュースを中心に担当）
- はっけんラジオ（日替りアナウンサー、不定期）
- ラジオニュース（不定期・九州沖縄、R1・FM）の泊まり勤務担当[注釈 1]
- ニュース845福岡（2021年度まで担当）
- 特選 追跡!バリサーチ（2023年3月11日・福岡局域） - ナレーション
- 高専ロボコン2023 「九州沖縄地区大会」（2023年11月23日） - ナレーション

東京アナウンス室時代（2度目）（2024年8月 - 2025年7月）
- デスク業務
- 勤務経験のある福岡放送局への応援
  - 九州沖縄のニュース（2025年5月23日 - 25日）

福岡放送局時代（4度目）（2025年7月 - ）
- 勤務経験のある鹿児島放送局への応援
  - 情報WAVE645かごしま（2025年7月6日）

## 同期のアナウンサー
- 一橋忠之
- 今城和久
- 今道琢也（退職）
- 北野剛寛
- 古賀一
- 小松宏司（退職）
- 佐藤龍文
- 杉岡英樹
- 高瀬耕造
- 高山真樹
- 近田雄一
- 塚原泰介
- 塚本貴之
- 内藤裕子（退職→フリー）
- 永松隆太朗
- 船岡久嗣（退職）
- 山田賢治
- 横林良純